# مذيلة كثيرة النقط
مذيلة كثيرة النقط (الاسم العلمي:†Dacentrurus) هي جنس منقرضة من الزواحف يتبع فصيلة مذيلات كثيرة النقط من رتبة طيريات الورك.